# Diablos de Miranda
Diablos de Miranda es un equipo profesional de baloncesto venezolano con sede en Caracas, Miranda. Compiten en la Conferencia Oriental de la Superliga Profesional de Baloncesto (SPB) y disputan sus partidos como locales en el Gimnasio José Joaquín Papá Carrillo del Parque Miranda.

## Historia
Fundado en 2019, fue miembro fundador de la Serie A de baloncesto de Venezuela. Con el fin de la Liga Profesional de Baloncesto ese mismo año —la liga más importante del país— y la creación de la Superliga de Baloncesto, dejó la Serie A y se unió a esta última en 2020.

## Pabellón

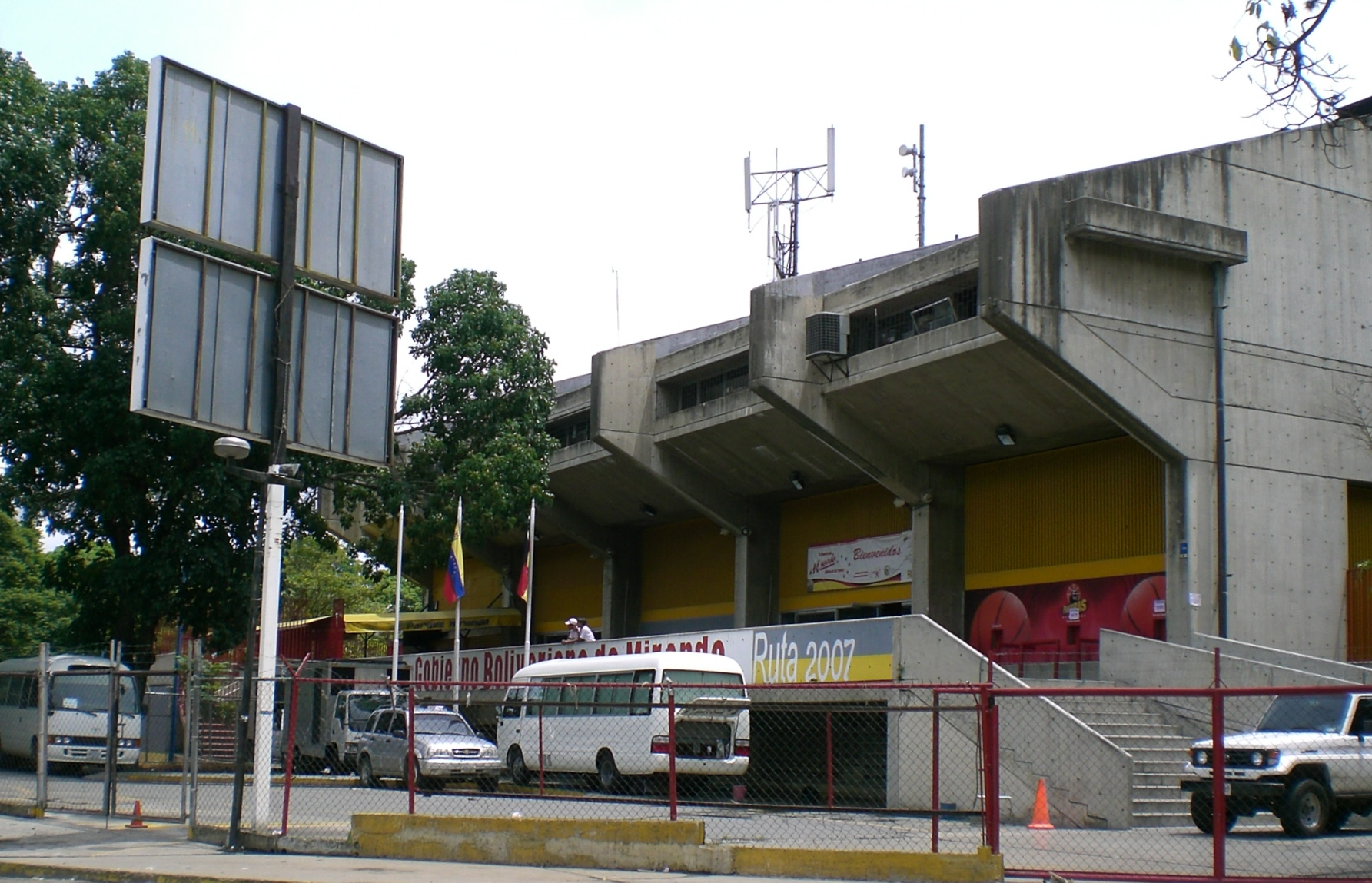
Exterior del Gimnasio José Joaquín Papá Carrillo.

El gimnasio José Joaquín Papá Carrillo es un pabellón o domo multiusos. Se ubica en Los Dos Caminos, específicamente en la avenida Rómulo Gallegos de Sebucán, municipio Sucre del estado Miranda.
Forma parte del Complejo Deportivo Parque Miranda y fue la sede del voleibol durante los IX Juegos Panamericanos Caracas 1983. Es una propiedad pública administrada por el Gobierno del estado Miranda, a través del Instituto de Deportes Regional Mirandino (Idermi). 
Es una de las dos instalaciones aprobadas y utilizadas regularmente en el Distrito Metropolitano de Caracas por la Superliga Profesional de Baloncesto de Venezuela —el otro es el Gimnasio José Beracasa—. El gimnasio José Joaquín «Papá» Carrillo es la instalación deportiva de menor capacidad, con 3500 espectadores aproximadamente.